# 阿森斯維爾鎮區 (伊利諾伊州格林縣)
阿森斯維爾鎮區（英語：Athensville）是位於美國伊利諾伊州格林縣的一個行政鎮區。

## 地方資料
根據2010年美國人口普查的數據，阿森斯維爾鎮區的面積為92.60平方千米，當中陸地面積為92.57平方千米，而水域面積為0.03平方千米。當地共有人口323人，而人口密度為每平方千米3.49人。